# 藤堂高成
藤堂 高成（とうどう たかしげ、1867年3月17日（慶応3年2月12日）- 1930年（昭和5年）10月23日）は、明治から昭和初期の華族、政治家。男爵、旧名張領主名張藤堂家（藤堂宮内家）第12代。幼名は憲丸。

## 経歴
山城国京都で竹内治則の二男として生まれた。1876年（明治9年）2月、旧名張領主の名張藤堂家当主・藤堂高節の養子となり、1893年（明治26年）家督を相続。1914年（大正3年）9月28日、高成に改名した。
國學院で学ぶ。1894年（明治27年）神宮皇學館の舎監兼助教授に就任。1906年（明治39年）9月17日、男爵を叙爵。都市計画中央委員会委員、鉄道会議議員、百五銀行取締役、三重共同貯蓄銀行取締役、日本築造（株）監査役などを務めた。

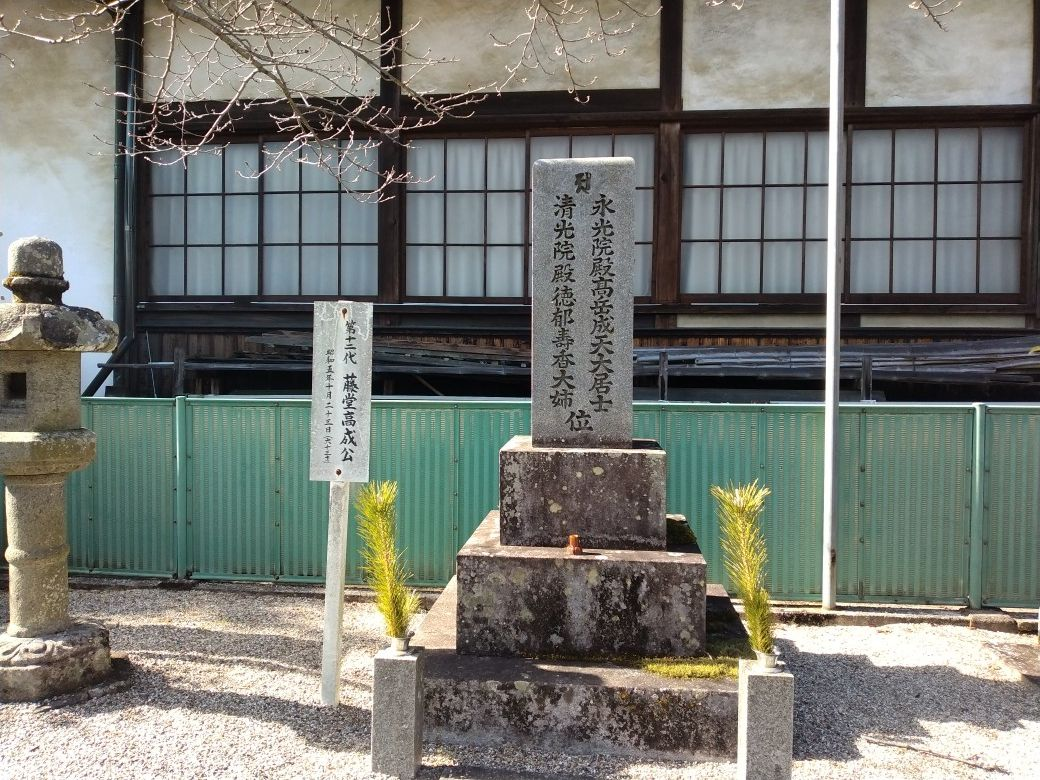
藤堂高成の墓(名張市徳蓮院)

1911年（明治44年）7月10日、貴族院男爵議員に就任し（名義：憲丸）、1925年（大正14年）7月9日まで在任。1927年（昭和2年）4月16日に補欠選挙で貴族院議員に再選され、死去するまで在任した。
昭和5年（1930年）10月23日没。享年64。墓所は名張市徳蓮院。

## 親族
- 妻 藤堂いく（郁子、養父二女）[1]
- 子女に惇子（酒井忠英夫人）、高伸がいる[1]。